# Elias Öhman
Elias Öhman, född 1845, död 1908, var en finländsk ämbetsman. Han var son till Johan Edvard Öhman och far till Arne Öhman.
Öhman blev filosofie kandidat 1868 och juris utriusque kandidat 1875. Han blev politieborgmästare i Helsingfors 1887, en post från vilken han av politiska skäl avsattes 1903. Han var även svensksinnad ledamot av borgarståndet i Finlands lantdag 1882–1905. Han tilldelades statsråds titel 1907. Borgmästarebrinken på Skatudden i Helsingfors är uppkallad efter honom.